# Ait Sidi Daoud
Ait Sidi Daoud (franska: Ait Sidi Daoud (CR), Ait Sidi Daoud (Commune Rurale), arabiska: أيت فاسكا) är en kommun i Marocko.   Den ligger i provinsen Al Haouz och regionen Marrakech-Safi, i den centrala delen av landet, 280 km söder om huvudstaden Rabat. Antalet invånare är 19 275.